# La Parra de las Vegas
La Parra de las Vegas es un municipio y localidad española de la provincia de Cuenca, en la comunidad autónoma de Castilla-La Mancha. El término municipal tiene una población de 35 habitantes (INE 2024).

## Geografía
Integrado en la comarca de Serranía Media, se sitúa a 34 km de la capital provincial. El término municipal está atravesado por la carretera N-420 entre los pK 406 y 407, además de por una carretera local que conecta con Albaladejo del Cuende. 
El relieve del municipio está formado por un terreno irregular y ascendente según se aleja de la orilla del río Júcar, que hace de límite occidental con Belmontejo, San Lorenzo de la Parrilla, Mota de Altarejos y Fresneda de Altarejos. La altitud oscila entre los 1125 m al noreste (cerro Las Varas) y los 810 m a orillas del Júcar. El pueblo se alza a unos 1019 m sobre el nivel del mar. 
| Noroeste: Fresneda de Altarejos                       | Norte: Valdetórtola        | Nordeste: Valdetórtola |
| Oeste: Mota de Altarejos y San Lorenzo de la Parrilla |                            | Este: Las Valeras      |
| Suroeste: Belmontejo                                  | Sur: Albaladejo del Cuende | Sureste: Las Valeras   |

## Historia
A mediados del siglo XIX, el lugar tenía contabilizada una población de 756 habitantes. La localidad aparece descrita en el decimosegundo volumen del Diccionario geográfico-estadístico-histórico de España y sus posesiones de Ultramar de Pascual Madoz de la siguiente manera:

PARRA (la): v. con ayunt. en la prov., dióc y part. jud. de Cuenca (4 leg.), aud. terr. de Albacete y c. g. de Castilla la Nueva (Madrid 25). sit. parte de la v. en una pequeña altura, y lo restante en la falda rodeada por 3 hondonadas ó vegas denominadas de los Terceros, Tejar y la Cañada: su clima es algo frio, con libre ventilacion y bastante sano, padeciéndose únicamente algunas calenturas catarrales. Consta de 203 casas inclusa la consistorial, cárcel y pósito, cuyo fondo asciende á 633 fan. de trigo tranquillon: la escuela de primera educacion está concurrida por 38 niños y dotada con 1,100 rs. pagados de los fondos de propios: para surtido del vecindario hay una fuente al S. de la pobl. y á corta dist., y varios pozos de los que se utilizan para beber por ser de mejor clase que la de la citada fuente: la igl. parr. titulada de la Asuncion, está servida por un cura de ascenso y de provision de la corona ó del diocesano, segun en los meses que ocurra la vacante: estramuros se hallan las ermitas del Sto. Cristo de la Salud, Sta. Ana y San Roque, estas 2 últimas ya casi arruinadas. El térm. confina por N. y O. Jucar; E. el terreno llamado las Vacas de comun aprovechamiento entre el que nos ocupa, y el de Valdeganga, y S. Valora de Abajo y Albaladejo del Cuende: su cabida en almudes será de 4,506 fan., cultivándose de estas solamente unas 1,000, y las demas solo producen sabinas, romeros, chaparros y pinos rodenos, que por su mala configuracion solo se utilizan para leña: el terreno disfruta de monte y llano, si bien en todo él no hay altura ni llano de consideracion: los caminos son locales y en mal estado: la correspondencia se recibe desde Valverde de Júcar tres voces á la semana. prod.: trigo, cebada, centeno, avena y algunas legumbres; se cria ganado lanar y cabrio en corto número, y caza de corzos, liebres, perdices y conejos, y algunos animales dañinos. ind.: la agrícola y carreteria siendo mayor el número de vec. que se dedican al trasporte de maderas y otros objetos que á la labranza por la esterilidad del suelo; hay ademas los oficios indispensables de carpinteros, albañiles, tejedores y zapateros: el comercio está reducido á la venta de maderas é importacion de art. de consumo diario como arroz, bacalao, aceite, vino y aguardiente. pobl. 191 vec., 756 alm. cap. prod. 3.144,200 rs. imp.: 157,210: el presupuesto municipal asciende á 5,200 rs. y se cubre con el producto de las fincas de propios y otros arbitrios.
(Madoz, 1849, p. 703)

Hasta la reforma de la nomenclatura municipal de 1916 el municipio se llamaba simplemente La Parra. En dicha fecha su nombre fue modificado por el de La Parra de las Vegas.

## Demografía
La Parra de las Vegas cuenta con una población de 35 habitantes (INE 2024).
| Gráfica de evolución demográfica de La Parra de las Vegas entre 1842 y 2021 |
| |
| Población de derecho según los censos de población del INE Población de hecho según los censos de población del INEEn este censo se denominaba Parra: 1857 En estos censos se denominaba La Parra: 1860, 1877, 1887, 1897, 1900 y 1910 |